# Valdocco
Valdocco (Valdòch en piamontés) es un rione del centro histórico, ubicado en el distrito de Aurora en la Circunscripción 7 de la ciudad de Turín, Italia. 

## Localización
Valdocco está localizado entre los restos de la antigua muralla y el río Dora Riparia y hacia el noroccidente de la plaza de la República (la antigua plaza Emanuel Filiberto) y está delimitado dentro de los siguientes puntos:
- al norte, desde el río Dora Riparia (lat. Duria minor)
- al sur, desde el Corso Regina Margherita (límite con el Cuadrilátero Romano del Centro)
- al oeste, desde el Corso Principe Oddone (frontera con Basso San Donato)
- al este, desde la Via Francesco Cigna (frontera con Borgo Dora)

## Historia

### Antecedentes históricos
La tradición dice que el nombre del rione de Valdocco deriva del latín vallis occisorum o "valle de los muertos", dado que en esta zona se ejecutaban las sentencias de muerte. Otras hipótesis más simples, llevarían el topónimo latín occidentalis, al oeste; o también occitanis, en referencia a los valles occitanos cercanos.
En particular, no está claro si ya en la época de la colonia de los antiguos romanos, la zona occidental del mismo castrum del Cuadrilátero romano más allá de las murallas Porta Segusina, hoy cerca de la actual Piazza Savoia, ya en dichos tiempos se utilizaba para las ejecuciones; pero lo que está claro, es que sin duda se utilizaba como necrópolis.
En tiempos más recientes, más precisamente desde 1821 hasta 1835, los ahorcamientos de los condenados se llevaron a cabo en esta zona, en la actual plaza de Via Carlo Ignazio Giulio, mientras que desde 1835 hasta 1852 se realizaban en la confluencia de la actual Corso Valdocco - Via Cigna - Corso Regina Margherita, una pequeña plaza que a lo largo de los años, se hizo tristemente famosa para los turineses con el apodo dialectal occitano de Rondò 'dla Forca, "Rotonda de la horca". Los condenados a muerte a menudo eran seguidos por un sacerdote de la Cofradía de la Misericordia antes de subir al patíbulo.
En memoria de estos acontecimientos, en la pequeña glorieta, al comienzo de Corso Valdocco, una estatua, muy venerada por todos los presos de Italia en 1961 y obra del escultor Virgilio Audagna, representa a San José Cafasso, a menudo apodado "el sacerdote de la horca", en el acto de consolar a los condenados.

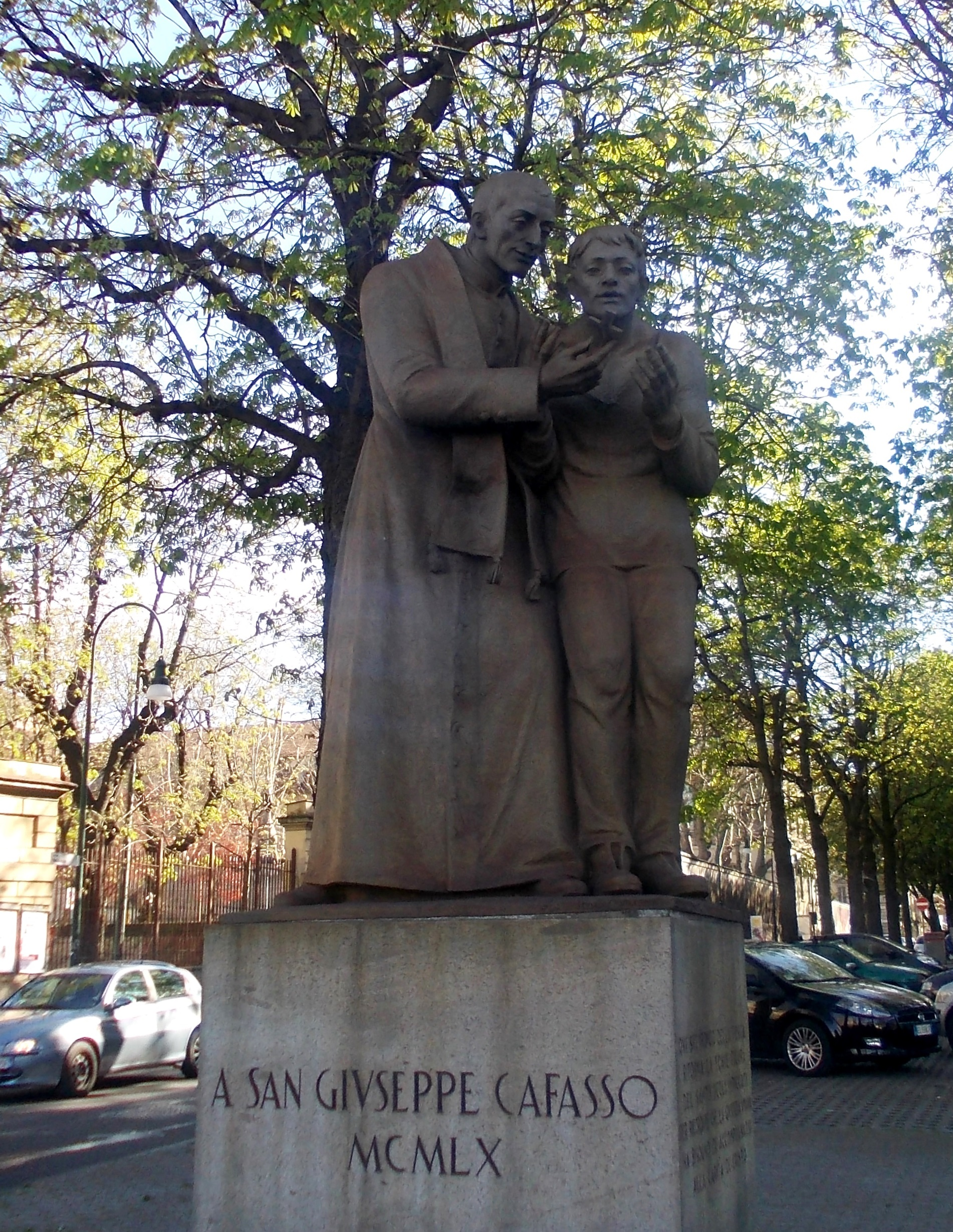
Estatua de San José Cafasso en el Rondò dla Forca

### Herencia cultural
Valdocco es principalmente conocido porque, en este barrio se creó el primer oratorio salesiano, cuyo fundador fue Juan Bosco, con el nombre de Oratorio de San Francisco de Sales para la formación y salvaguarda de los muchachos más desposeídos de la ciudad durante el siglo XIX.
También tuvo que ver con el desarrollo de las obras sociales y religiosas en favor de las muchachas en dificultad lideradas por Julietta Corbert como el Hospital de Santa Filomena para niñas lisiadas y enfermas, el Monasterio de Santa María Magdalena y el Refugio para muchachas huérfanas.
Cerca y también dentro del Distrito de Aurora, otro personaje de la caridad, José Benito Cottolengo, fundó la Pequeña Casa de la Divina Providencia, conocida también como el Cottolengo.
Todos estos personajes fueron contemporáneos en el siglo XIX y los tres internacionalizaron el nombre de Valdocco.

### Tiempos contemporáneos
El barrio de Valdocco durante la década de 1950 y 1960, se convirtió en un asentamiento de inmigrantes y desde entonces ha conservado el aspecto típico de los barrios obreros.
Hacia el norte cerca del río, hay un edificio llamado el Fortino, nombre que tal vez recuerda a una antiquísima atalaya fluvial, pero en realidad la actual torre fue construida a mediados del siglo XIX, sustituyendo a las curtidurías de Giuseppe Durio, para crear la cervecería Kursaal-Durio de Carlo Metzger. Con los años el Fortino ha sido renovado y utilizado para diversos servicios, cine y tiendas.

## Etimología
Para el término Valdocco existen opiniones contradictorias y se remonta a tres etimologías en latín: vallis occisorum, vallis occidentalis, vallis occitana:

### Vallis occisorum
El primero, el más extendido y acreditado, valle de los mártires o valle de los asesinados, hace referencia a algún hecho histórico, del que no hay documentación, que habría visto la matanza o enterramiento en la zona de un número considerable de personas que murieron trágicamente.
En este sentido, la tradición católica atribuye el nombre a San Avventore y San Ottavio, que fueron asesinados cerca de Turín y el Dora, es decir, en Valdocco y luego enterrados allí junto con San Solutore, mientras que una versión diferente cree que los condenados a muerte fueron enterrados en la zona extramuros cerca del Dora. Los tres mártires fueron soldados cristianos de la Legión Tebana del siglo III.
Los nombres de Adventor, Octavio y Solutor pueden leerse en los pedestales de cada una de las tres estatuas del frontón la Basílica de María Auxiliadora.

### Vallis occidentalis
La segunda, la más simple, se refiere a la ubicación occidental de la zona del valle con respecto a la ciudad. La zona, de hecho, estaba ciertamente inclinada hacia el río y probablemente atravesada por pequeños valles tallados por arroyos alimentados por la lluvia y la nieve, de los que presumiblemente se derivaron los primeros canales de riego.

### Vallis occitana
La tercera, por último, plantea la hipótesis del asentamiento de poblaciones de habla occitana, de las cuales, en el período en el que se destaca el nombre de Valdocco y en el que emerge la lengua romance occitana, no hay documentación.
Las tres interpretaciones, por diferentes razones, son objeto de particular atención en el contexto de la "Turín Mágica".

### Otros orígenes
Los habitantes de la zona ya usaban sus variaciones del nombre Valdocco en el siglo XIII. Luego en el siglo XIV, su uso se hizo recurrente entre la población, que utilizaba las formas Valledoc, Valisedoc y también Valdoc.
En el siglo XVII, en la más antigua de las representaciones de la ciudad de Turín, aparece la palabra Valdoco o Avaldoco, que indica un área con una forma casi rectangular. Esta zona estaba bordeada por dos lados más largos, por un lado por el río Dora y por el otro el canal que venía desde la Ficca della Pellerina. Uno de los otros dos lados restantes estaba representado por la línea imaginaria, que conecta el molino de Martinetto y la balera dei Mulini; "el salón de baile de los Molinos". La última, finalmente, correspondía a la línea ideal que conectaba el lado derecho del Dora a la altura de Lusente, es decir, el rione de Lucento y el canal de Pellerina.

Otras fuentes buscan el origen del nombre Valdocco en el germánico antiguo walþu, derivado de la raíz germánica Wald, significando boscoso o arbustoso y bosque respectivamente, esto a través de estratificaciones de la lingüística en, donde la descomposición Vald-oc del término Valdocco, significaría "bosque al norte". Esto dado que al igual que en el vecino rione de Vanchiglia, el terreno escarpado hasta el río Dora formaba una tierra baja rica en matorrales pantanosos, lo que fue un paisaje natural que se mantuvo hasta que la zona se urbanizó en el siglo XIX. 

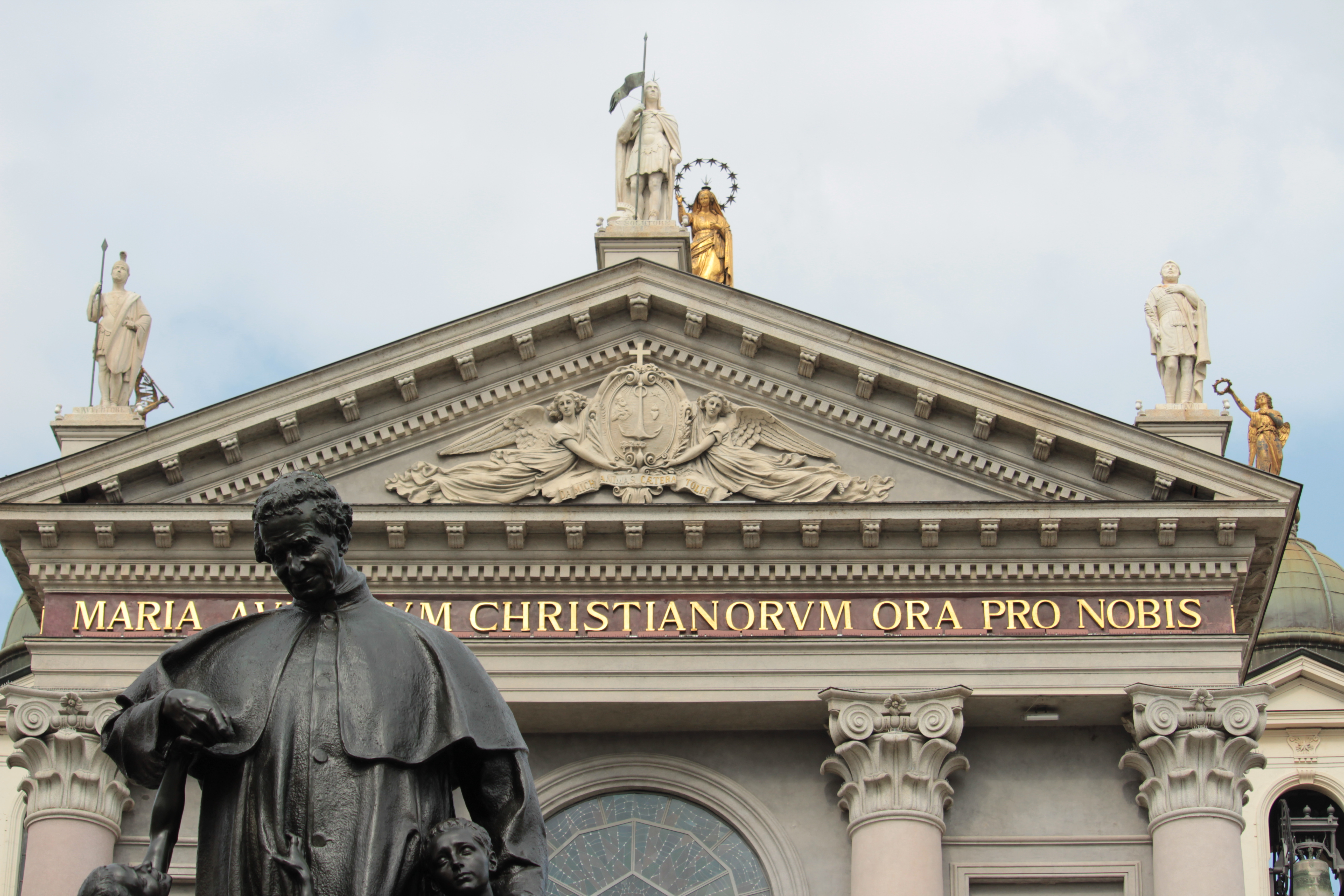
Estatuas de San Avventore, San Solutore y San Ottavio en el frontón de la Basílica de María Auxiliadora